# Brorsor 4ever
Brorsor 4ever är en svensk humorserie i 8 delar som hade premiär på TV4 play den 25 februari 2019. Kenny och Josef är bästa polare och bor tillsammans i en lägenhet i Sundbyberg. Båda älskar kampsport och Chuck Norris är deras största idol. De gör också sitt bästa med att utveckla en Youtube-kanal, något som de inte lyckas särskilt bra med.
Serien har skapats av Klas Eriksson och Johan Wiman. 

## Rollista (i urval)
- Klas Eriksson – Kenny
- Alfred Svensson – Josef
- Anna-Lena Brundin – ordförande
- Leif Andrée – vaktmästaren
- Kerstin Green – Gullan
- Wilma Järnholm – dotter
- Vanessa Crispin – brännbollsspelare
- Bobbo Krull – Sensei
- Karin Bengtsson – jobbkvinnan
- Frank Dorsin – Max
- Alice Hollingworth – polis
- Pontus Olgrim – grannen